# Messor caducus
Messor caducus är en myrart som först beskrevs av Barbara J. Victor 1839.  Messor caducus ingår i släktet Messor och familjen myror.

## Underarter
Arten delas in i följande underarter:
- M. c. caducus
- M. c. glabrescens

## Bildgalleri

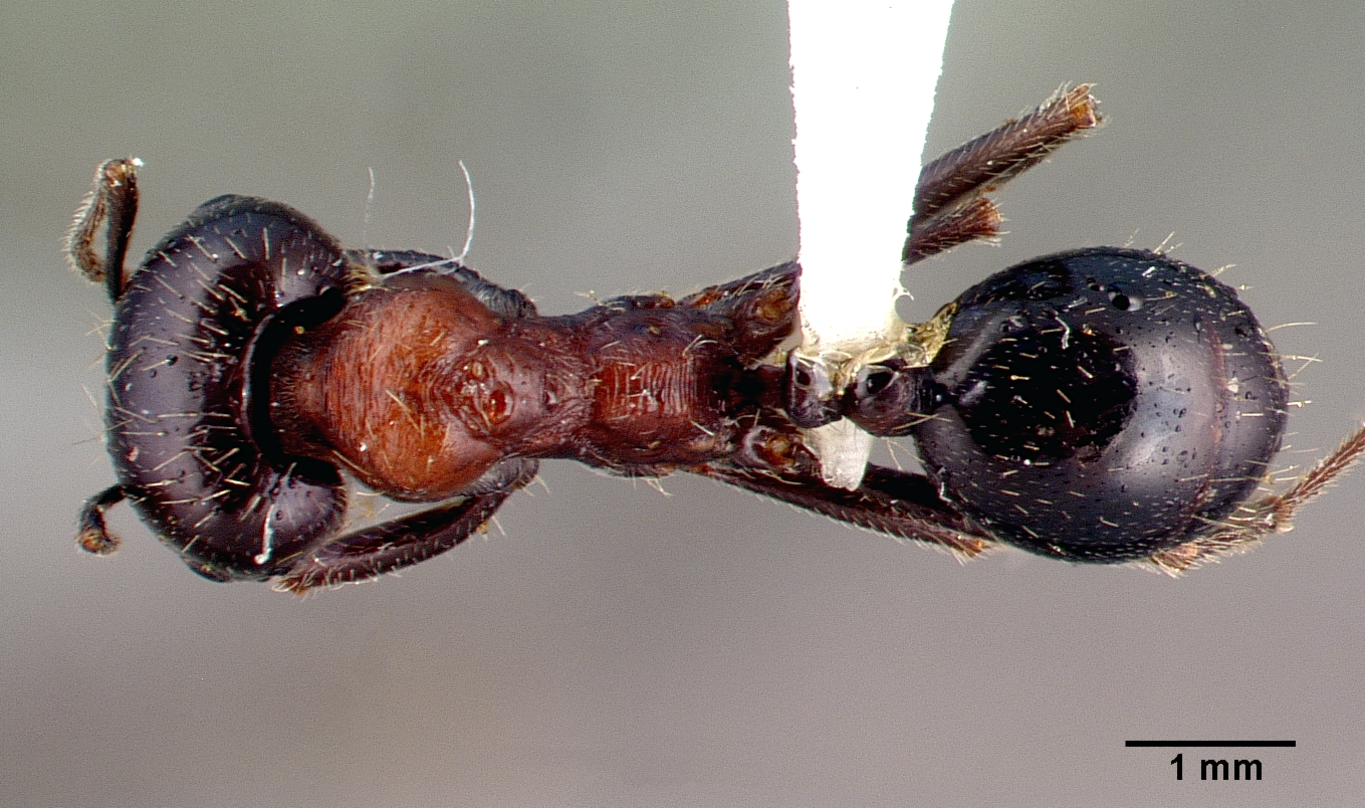
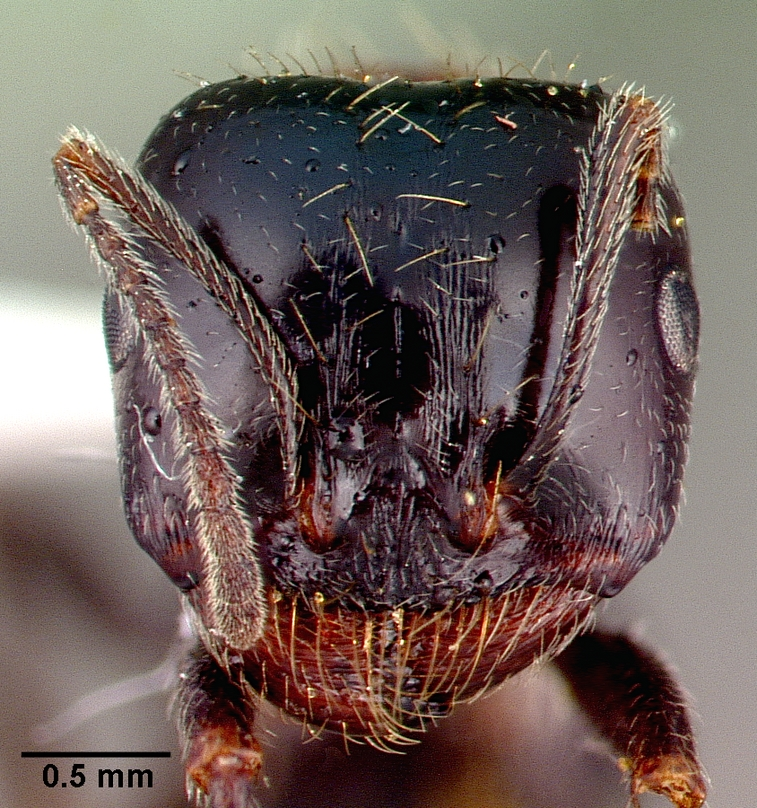
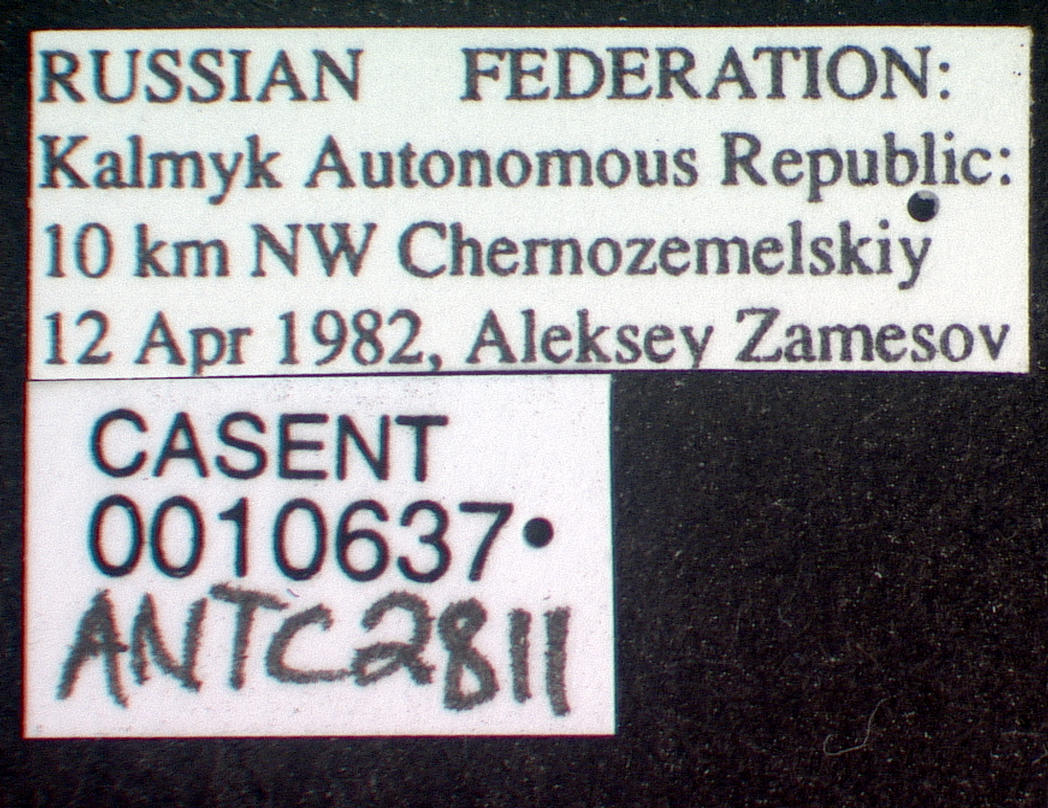
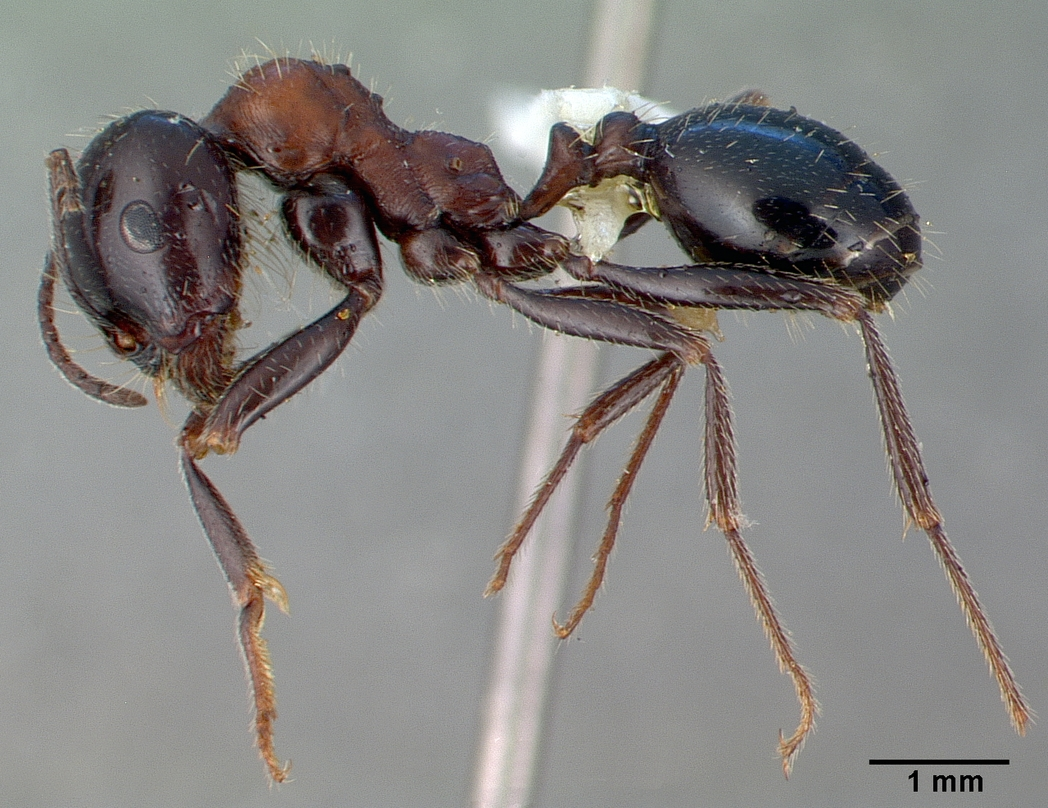